# تومي هانسون (لاعب كرة قاعدة)
تومي هانسون (بالإنجليزية: Tommy Hanson)‏ هو لاعب كرة قاعدة أمريكي، ولد في 28 أغسطس 1986 في تلسا في الولايات المتحدة، وتوفي في 9 نوفمبر 2015 في Piedmont Atlanta Hospital ‏ في الولايات المتحدة بسبب متلازمة الاختلال العضوي المتعدد.

## وصلات خارجية
- تومي هانسون على موقع دوري كرة القاعدة الرئيسي (الإنجليزية)
- تومي هانسون على موقعبيزبول رفرنس.كوم (الدوري الرئيسي) (الإنجليزية)
- تومي هانسون على موقعبيزبول رفرنس.كوم (الدوري الثانوي) (الإنجليزية)
- تومي هانسون على موقع إي إس بي إن.كوم (أم.أل.بي) (الإنجليزية)
- تومي هانسون على موقع مشجعي الرسوم البيانية (الإنجليزية)